# Aphyosemion poliaki
Aphyosemion poliaki är en fiskart som beskrevs av Amiet, 1991. Aphyosemion poliaki ingår i släktet Aphyosemion och familjen Nothobranchiidae. IUCN kategoriserar arten globalt som starkt hotad. Inga underarter finns listade i Catalogue of Life.